# Scooby-Doo (pel·lícula)
Scooby-Doo és una pel·lícula estatunidenco-australiana dirigida per Raja Gosnell estrenada l'any 2002, a partir de les sèries de televisió d'animació americana Scooby-Doo dels anys 1970 i 1980. Ha estat doblada al català.

## Argument

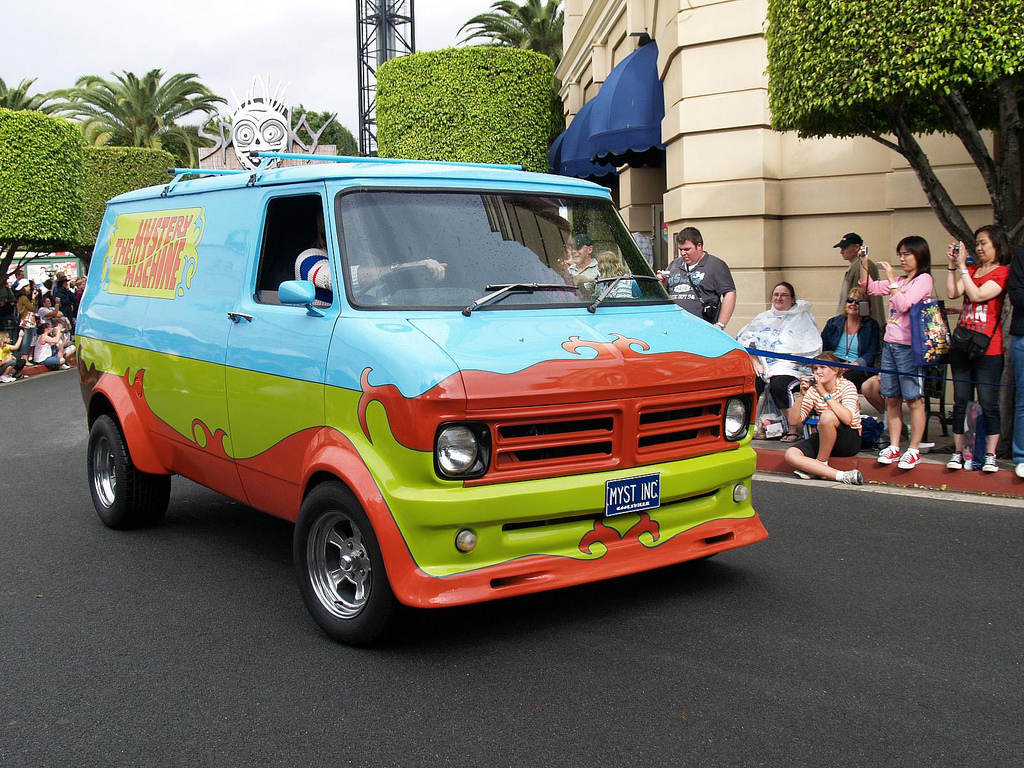
L'equip viatja al volant de la Mystery Màquina

Dos anys després que un xoc d'egos obligués a Mystery Inc. a tancar les portes, Scooby-Doo i els seus espavilats amics Fred, Daphne, Shaggy i Velma, són cridats individualment a Spooky Island per investigar una sèrie d'incidents paranormals en el club nocturn Spring Break. Preocupat perquè el seu popular centre turístic pot estar realment embruixat, el propietari de Spooky Island, Emile Mondavarious, tracta de tornar a unir a aquests detectius amb fama de ficar-se en tot perquè resolguin el misteri abans que el seu secret sobrenatural espanti a la multitud d'universitaris que el visiten.

## Repartiment
- Freddie Prinze Jr.: Fred Jones
- Sarah Michelle Gellar: Daphné Blake
- Matthew Lillard: Sammy Rogers
- Linda Cardellini: Véra Dinkley
- Rowan Atkinson: Emile Mondavarious
- Isla Fisher: Marie-Jeanne
- Steven Grives: No Goo Tuana
- Miguel A. Núñez Jr.: Voodoo Maestro
- Pamela Anderson: ella mateixa
- Sam Greco: Zarcos
- Kristian Schmid: Brad
- Neil Fanning: Scooby-Doo (veu)
- Scott Innes: Scrappy-Doo (veu)
- J. P. Manoux: Scrappy-Rex

## Al voltant de la pel·lícula
- Isla Fisher, que interpreta Mary-Jane, va haver de portar una perruca rossa perquè és pèl-roja.[2]
- El film va ser rodat a Queensland, Austràlia[3] del 12 de febrer a l'1 de juny de 2001.[4]
- El film va ser rodat a Gold Coast (on es troba la Universitat Bond, que ha servit igualment de lloc de rodatge per a Scooby-Doo), conegut per tenir un temps ideal 350 dies per any. El rodatge ha hagut de ser interromput un dia perquè Linda Cardellini va tenir un refredat.[2]

## Rebuda

### Acollida crítica
Per les critiques de la premsa anglòfona, Scooby-Doo ha trobat una acollida negativa. El lloc Rotten Tomatoes li atribueix un percentatge del 30 % a la categoria All Critics, basat en 142 comentaris i una nota mitjana de 4.4⁄10 i un percentatge del 39 % a la categoria Top Critics, basat en 31 comentaris recollits i una nota mitjana de 4.7⁄10, mentre que el lloc Metacritic li atribueix una mitjana de 35⁄100. A més, ha obtingut dues nominacions als premis Razzie en les categories Pitjor segon paper masculí (Freddie Prinze Jr.) i Film més flatulent destinat als adolescents.
A França, l'acollida crítica és tèbia, obtenint una nota mitjana de 2,7⁄5 a Allociné, basat en 12 comentaris recollits.

### Box-office
Per contra, Scooby-Doo ha trobat un èxit comercial, aconseguint 276 milions de dòlars de recaptació mundial, dels quals 153 milions de dòlars als Estats Units i 123 milions de dòlars a l'estranger.